# Dominik Höink
Dominik Höink (* 1981) ist ein deutscher Musikwissenschaftler.

## Leben
Er studierte Musikwissenschaft, Psychologie und katholische Theologie in Münster (2000–2005). Nach der Promotion 2009 war er von 2017 bis 2021 Vertretungsprofessor an der Folkwang Universität der Künste in Essen. Nach der Habilitation 2018 ist er seit 2021 Professor für Musikwissenschaft am Musikwissenschaftlichen Seminar Detmold/Paderborn.
Seine Arbeits- und Interessenschwerpunkte sind Anton Bruckner, Kirchenmusik (v. a. 19. Jahrhundert), Oratorium, Musik und Politik und Rezeptionsforschung.